# 삼국지 (인형극)
삼국지는 중국 고전 소설 삼국지연의를 토대로 방송된 인형극으로 일본 NHK가 만든 작품이 있고 대한민국 KBS가 만든 작품이 있다.

## NHK
1982년 가을부터 1984년 봄까지 NHK에서 총 68화로 방송되었다. 관우와 초선의 관계가 묘사되고, 장비가 호랑이를 퇴치하는 장면이 나오는 점이 특징이다.

### 방영 목록
1. 도원결의
2. 황건의 폭풍
3. 장각의 최후
4. 영웅, 동란의 수도에
5. 수도에 폭풍
6. 괴물, 수도를 제압
7. 불타는 수도
8. 황제를 구하라!
9. 연환계
10. 용과 호랑이의 상대
11. 호걸 장비의 눈물
12. 야망의 맹장 여포
13. 허전의 사냥
14. 황제의 음모
15. 관우의 결심
16. 관우의 의
17. 결사의 천리행
18. 장비의 호랑이 퇴치
19. 관도대전
20. 재난을 부르는 말
21. 현덕의 결혼
22. 군사 등장
23. 삼고의 예
24. 천하삼분지계
25. 수어지교
26. 공명, 신야를 불태우다
27. 불길한 별
28. 숙녕의 죽음
29. 결전! 백만 vs 1만
30. 공명의 대논전
31. 수수께끼의 수상 대요새
32. 고육지계
33. 적벽대전
34. 조조를 놓아 주다!
35. 풍운 남군성
36. 현덕, 호랑이 굴에 들어가다
37. 패왕의 업
38. 현덕의 실패
39. 부자재회
40. 얼음의 성
41. 촉에의 지도
42. 전란의 영웅들
43. 찢어진 사랑
44. 사흘의 바퀴
45. 흉성, 서쪽 하늘에 반짝이다
46. 낙봉파에서의 죽음
47. 방통의 원수를 갚자!
48. 가맹관의 결투
49. 관우가 위험하다!
50. 조조의 야심
51. 괴물 등장
52. 허창 불타다
53. 명장의 죽음
54. 현덕, 왕위에 즉위
55. 오호 대장 관우 출진
56. 관우의 눈물
57. 암운 형주성
58. 관우의 죽음
59. 관우의 망령
60. 조조의 죽음
61. 한왕조 멸망
62. 통한! 장비 분사
63. 관우·장비여 평안하라
64. 현덕의 죽음
65. 공명의 번뇌
66. 출사표
67. 읍참마속
68. 공명, 오장원에서 죽다

## KBS
1982년 가을부터 1983년 겨울까지 한국방송공사 KBS 1채널에서 방송되었다. 장비와 그를 시중들던 소년의 해학이 잘 묘사되었다.